# Перше сицилійське повстання
Перше сицилійське повстання — велике повстання рабів, яке тривало протягом 136—132 років до н. е., стало частиною громадянських війн Римської республіки.

## Передумови
Сицилія здавна була класичною країною рабства, для розвитку якого тривале військове становище на острові вже створювало дуже сприятливі умови. До середини II ст. до н. е. концентрація рабів досягла там значної чисельності. «Така кількість рабів наповнила всю Сицилію, — говорить Діодор, — що хто почув про це не вірили і вважали це перебільшенням».
Вціліле подекуди дрібне селянство було вкрай збіднілим. Чисельність рабів створювала для них надзвичайно важкий режим. Особливістю сицилійських побутових умов було те, що господарі вельми мало дбали про їжу і одяг для своїх рабів, надаючи їм добувати це власними силами, тобто грабунками на дорогах. Римська влада, боячись могутніх рабовласників, не вживала жодних серйозних заходів для боротьби з розбоями. Це створювало на острові надзвичайно тривожну і напружену обстановку, в якій складалися передумови повстання.

## Перебіг подій
Повстанню передував досить тривалий період підготовки, в якому провідну роль відігравав домашній раб Евн, що походив з сирійської Апамеї. Одного разу 136 року до н. е. до багатого сицилійського рабовласника Дамофілу (він разом зі своєю дружиною Мегаллідою навіть серед сицилійських рабовласників виділявся надзвичайною жорстокістю у поводженні з рабами) прийшло декілька голих рабів з проханням видати їм одяг. Той не побажав розмовляти з ними і наказав висікти рабів, а потім відпустити їх. Це стало приводом до повстання. Отримавши благословення Евна, близько 400 сільських рабів зібралися за містом і звідти, зробивши жертвопринесення і зв'язавши себе взаємними клятвами, вночі увірвалися до міста під проводом Евна. До них приєдналися міські раби, і почалося масове побиття рабовласників — майже все вільне населення було винищено. Виняток склали лише збройові майстри, яких Евн наказав залишити в живих і в кайданах посадити за виготовлення зброї. Пожаліли також доньку Дамофіла, яка мала гарне ставлення до рабів. Раби дали їй надійну охорону й неушкодженою доставили в Катану до родичів.
Потім обрали Евна царем під ім'ям Антіоха. Евн організував при собі раду, членами якого призначив найбільш видатних по розуму рабів. У числі їх був грек Ахей, який протягом 3 днів організував з рабів озброєний загін (більш ніж 6 тис. осіб). Успіх повстання зараз же відгукнувся в інших місцях Сицилії. Близько Акраганта утворився другий великий центр руху. На чолі його став колишній кілійкійський пірат Клеон. Захопивши Акрагант і всю найближчу область, він із загоном рабів у 5 тис. осіб добровільно підкорився Евну як його помічник і військовик.
Об'єднані сили повсталих розбили 8-тисячну римську армію під командою претора Луція Гіпсея. Це додало повстанню ще більшого розмаху. Кількість повстанців дійшло до 200 тис. осіб. У руки рабів перейшли майже всі великі міста центральної та східної частин острова — Енна, Акрагант, Тавроменій, Катана, Мессана і, можливо, навіть Сіракузи. У результаті в Сицилії утворилася держава рабів, що опиралася на великі збройні сили. Про ступінь її організованості свідчить той факт, що Евн-Антіох карбував монети зі своїм ім'ям та царським титулом.
Становище на острові стало настільки загрозливим, що римський сенат змушений був вжити надзвичайних заходів для придушення повстання, тим більше, що приклад Сіцилії виявився заразливим, викликавши в багатьох місцях Римської республіки рух рабів. У 135 році до н. е. претор Марк Перперна зазнав невдачі при придушенні повстання. На острів було спрямовано консульські армії. Утім, консул 134 року до н. е. Гай Фульвій Флакк не мав ніякого успіху.
Його наступнику, консулу 133 року до н. е. Луцію Кальпурнію Пізону, вдалося впритул наблизитися до стін Енни. Але далі цього справа не пішла, і ще в 132 році до н. е. консул Публій Рупілій оточив місто Тавроменій. За рік до цього впала Нуманція, і римські легіони з Іспанії були перекинуті до Сицилії. Тавроменій вдалося взяти лише після довгої облоги, коли оточені були доведені до крайнього ступеня виснаження. Але й за цих умов Тавроменій було захоплено лише завдяки зраді одного раба у 132 році до н. е. Така сама доля спіткала і Енну. Рупілій оточив місто, довівши обложених до відчаю. Клеон зробив вилазку з невеликим загоном, проте зазнав поразки й загинув. Евн потрапив живим до рук римлян і згодом помер у в'язниці. Після взяття Енни консул Рупілій невеликими добірними загонами знищив інші загони рабів.

## Значення
Повстання рабів на Сицилії стало сигналом до низки повстань в Італії та Греції. Чутки про велике повстання широко розійшлися всім греко-римським світом. Діодор говорить про змову 150 рабів у Римі, про рух в Аттиці, у якому брало участь більше 1 тис. рабів, на Делосі та в інших місцях. Орозій повідомляє, що в Мінтурно 450 рабів були розп'яті на хрестах, а в Сінуессі спалахнуло велике повстання 4 тис. рабів, що змусило до застосування суттєвих військових заходів. В афінських копальнях повстання рабів було придушене стратегом Гераклітом. На Делосі руху рабів удалося запобігти «завдяки пильності громадян».